# مارك أدامك
مارك أدامك (بالإنجليزية: Mark Adamek)‏ هو لاعب هوكي الجليد أمريكي، ولد في 2 مايو 1982 في هوليستير في الولايات المتحدة.

## وصلات خارجية
- مارك أدامك على موقع EliteProspects.com (الإنجليزية)
- مارك أدامك على موقع HockeyDB.com (الإنجليزية)